# Edwin Blos
Vinzens Wilhelm Edwin Blos (* 19. April 1873 in Konstanz; † 4. Dezember 1943 in Hinterstein) war ein deutscher Arzt, Wegbereiter der Homöopathie und  Buddhist.

## Leben und Wirken
Edwin Blos kam 1873 in Konstanz als Sohn des Zugmeisters Vinzens Blos aus Reicholzheim und seiner Ehefrau Wilhelmine, geb. Burst zur Welt. Er studierte in Heidelberg und Berlin Medizin. Bei Vincenz Czerny promovierte er über tuberkulöse Lymphome und ihr Verhältnis zur Lungentuberkulose. Seine Approbation als Arzt erhielt er am 6. Juli 1897 in Karlsruhe. Hier wirkte er sehr erfolgreich als praktischer Arzt und Chirurg. Blos führte als einer der Ersten die Dämmerschlaf-Narkose in die operative Medizin ein. Laut Auskunft seiner Tochter trugen ihm seine "Prophetengestalt" und sein langer Bart in dieser Zeit den Spitznamen "der blutige Heiland" ein. Blos empfand sein ärztliches Wirken bereits damals als unbefriedigend und suchte nach neuen Wegen, auch die Homöopathie und die Erkenntnisse von Samuel Hahnemann einbeziehend. Den völligen Umschwung in seinem Leben brachte der Erste Weltkrieg, als Blos sich beim Operieren in den dumpfen Kasematten von Fort de Mutzig eine schwere Lungentuberkulose zuzog. Von den Ärztekollegen aufgegeben, behandelte er sich selbst mit Erfolg und verbrachte mehrere Jahre in Davos.
In den 1920er Jahren führte er wieder sehr erfolgreich eine Arztpraxis und Privatklinik in Karlsruhe. Ähnlich wie Paul Dahlke und in Kontakt mit dessen Buddhistischem Haus in Berlin wurde Edwin Blos Buddhist und fiel fortan in der Öffentlichkeit durch seine Kleidung ("wie Gandhi") auf. Drei seiner Bücher aus den Jahren 1930/1931 kennzeichnen den vollzogenen Wandel zum Kritiker der Schulmedizin: Die Krisis in der Medizin, Die Medizin am Scheidewege und Hahnemann, der Begründer der Kolloidalchemie. 1932 brach er mit seinem ganzen bisherigen Leben und zog sich in völliger Armut und Bedürfnislosigkeit in eine Waldhütte (Klause) auf der Rauhen Alb zurück. Dort lebte er jahrelang in der Abgeschiedenheit und Stille und widmete sich im Sinne des Buddhismus insbesondere der Meditation. Nach einer Kur in Arosa 1936 lebte Blos bis zu seinem Tod in dem Dorf Hinterstein bei Bad Hindelang im Allgäu. Hier wurde er von der Schauspielerin Elisabeth Bertram, einer Freundin seiner Tochter, gepflegt und betreut. Mit Ausbruch des Krieges war er in einem größeren Bezirk der einzige Arzt, so dass er mit Unterstützung von Elisabeth Bertram seine berufliche Tätigkeit wieder aufnahm. Sein bei der ländlichen Bevölkerung und sogar den Tieren überaus erfolgreiches homöopathisches Wirken und sein Verzicht auf Honorar trugen ihm, in Verbindung mit seiner eindrucksvollen äußeren Erscheinung (mit langem weißen Bart), bald den Ruf eines "Wunderheilers" ein. Dies führte zu einer überregionalen Bekanntheit, unzähligen Krankenbriefen und daraufhin 1942 zu einem Prozess mit der ärztlichen Bezirksvereinigung Allgäu und dem zuständigen Gesundheitsamt, den Blos jedoch gewann.
Sein letztes großes Vorhaben war, die Leistungen Hahnemanns anhand seiner täglichen Praxis besser erforschbar zu machen. Hierzu wollte er die im Keller des Hippokrates-Verlages Marquardt & Cie. in Stuttgart lagernden 55 Bände Krankenjournale (davon 16 Bände in französischer Sprache) sowie Patientenbriefe an Samuel Hahnemann edieren. Eigene Krankheit und körperliche Schwäche hinderten ihn jedoch an der Realisierung. Die Krankenjournale und Patientenbriefe befinden sich heute im Institut für Geschichte der Medizin der Robert Bosch Stiftung Stuttgart. Ein Teil der Journale ist inzwischen ediert.
Edwin Blos war mit Eva Lewinstein verheiratet, der Schwester seines besten Freundes, des Arztes und Pazifisten Georg Friedrich Nicolai. Sie hatten drei Kinder. Die Tochter Dr. Ruth Katz (geb. 1900) praktizierte als Ärztin mit einem Schwerpunkt auf der Homöopathie v. a. in Pforzheim. Der ältere Sohn Dr. Dietrich Blos (geb. 1901) arbeitete als Arzt in Berlin und war nach dem Zweiten Weltkrieg u. a. der erste Präsident des DRK in Berlin. Der jüngste Sohn Dr. Peter Blos (geb. 1904) arbeitete zunächst in Wien, emigrierte 1934 in die USA und spezialisierte sich ab etwa 1938 als Psychoanalytiker auf das Thema Adoleszenz. Seine diesbezügliche Monographie gilt als Standardwerk.
Der Nachlass von Edwin Blos befindet sich im Institut für Geschichte der Medizin der Robert Bosch Stiftung Stuttgart.

## Schriften
- Über tuberkulöse Lymphome und ihr Verhältnis zur Lungentuberkulose. Fischer, Jena 1899 (Heidelberg, Med. Diss. 1898).
- Über die Schneiderlin'sche Skopolamin-Morphiumnarkose. Verlag der H. Laupp'schen Buchhandlung, Tübingen 1902.
- Die Krisis in der Medizin. Braun, Karlsruhe 1930.
- Die Medizin am Scheidewege. Fünf Kapitel zum Aufbau einer synthetischen Medizin. Kairos, Karlsruhe 1931.
- Hahnemann, der Begründer der Kolloidalchemie. Die Kolloidalchemie, ein Weg zur wissenschaftlichen Begründung der Hochpotenz. Kairos, Karlsruhe 1931.

sowie zahlreiche Aufsätze, z. B.:
- Samuel Hahnemann und Goethe. In: Der Landarzt. Wochenschrift für ärztlichen Meinungsaustausch. Stuttgart, Jg. 21 - 1940, Nr. 17, S. 123–125.
- Zur Psoralehre Samuel Hahnemanns. In: Hippokrates. Offizielles Mitteilungsblatt der wissenschaftlichen Gesellschaft für naturgemäße Lebens- und Heilweise e.V. Stuttgart, 1941 Heft 15, S. 405–407.